# Bassanita
La bassanita es un mineral compuesto de sulfato de calcio hemihidratado (CaSO4.1/2H2O). Se describió por primera vez en 1906 en una roca volcánica del Vesubio y se denominó así en honor del geólogo italiano Francesco Bassani (1853-1916).
El sulfato cálcico se presenta en la naturaleza bajo las siguientes formas: yeso (sulfato cálcico dihidratado) CaSO4.2H2O, bassanita (sulfato cálcico hemihidratado) CaSO4.1/2H2O y anhidrita (sulfato cálcico anhidro) CaSO4. 
Yeso y anhidrita suelen estar asociados en la naturaleza. La anhidrita es el sulfato cálcico más común, mientras que el yeso es el más importante desde el punto de vista comercial, habiéndose utilizado en construcción desde hace más de 5000 años. La bassanita es una variedad intermedia que se produce durante la transformación de anhidrita en yeso.
Ya que se escribe prácticamente igual (s o doble ss) es muy fácil confundir con basanita aunque geológicamente son dos materiales complementamente distintos.